# Francesco Baldovini
Francesco Baldovini (Firenze, 27 febbraio 1634 – Firenze, 18 novembre 1716) è stato un poeta italiano.

## Biografia
Francesco Baldovini nacque a Firenze, il 27 febbraio 1634, da Cosimo e da Iacopa Campanari. La sua famiglia discende indirettamente da quella dei Baldovini-Riccomanni.
La sua carriera di studi incluse gli studi classici nel collegio dei gesuiti, gli studi di filosofia e di fisica, prima a Firenze e poi a Pisa, nella celebre università dove insegnò Galileo Galilei, anche se poi si laureò in legge e da quel momento si dedicò agli studi letterati.
È certo comunque che, rientrato in Firenze dopo la morte dei padre (1661), scrisse quel Lamento di Cecco da Varlungo, che gli garantì una notorietà e popolarità.
Nel 1663 si trasferì a Roma come segretario del cardinale senese Giacomo Filippo Nini, dove soggiornò per circa dieci anni, componendo versi in volgare e in latino, stringendo numerose amicizie, tra le quali con Salvator Rosa, che assistette amorevolmente negli anni di malattia e aiutò nella sua conversione religiosa.
All'età di quarant'anni, nel 1674, prese i voti e si trasferì a San Lorenzo d'Artimino, dove trascorse quasi diciotto anni, e proseguì anche la sua attività letteraria, scrivendo rime burlesche e laudi sacre, e ripubblicando il suo già famoso Lamento con lo pseudonimo-anagramma di Fiesolano Branducci.
Nel 1700 ottenne infine la carica di priore del monastero di Santa Felicita in Firenze. Morì in Firenze il 18 novembre 1716.
Si dedicò oltre che alla prosa scientifica, ai generi letterari più frivoli e accademici: versi burleschi e satire, poemi eroicomici e commedie letterarie e quei poemetti, o "idilli" rusticali, caratterizzati più che da elementi satirici indirizzati ai contadini, dal gusto per l'erudizione e la mania di commentare gli aspetti formali della lingua.
Paragonabile ad un'esercitazione linguistica o di uno svago erudita, va considerata anche l'opera più importante, il Lamento di Cecco da Varlungo (1694), un poemetto erotico-rusticale col quale si ispirò alla poesia burlesca e popolareggiante che nel Quattrocento ebbe importanti rappresentanti, come Lorenzo de' Medici con le sue satire del villano (Nencia da Barberino), oltre che i successivi seguaci Luigi Pulci (Beca da Dicomano) e Francesco Berni.
Il Lamento è un idillio in quaranta ottave, in cui il contadino Cecco canta il suo amore e gli scherni della contadina Sandra, si lamenta per la gelosia dato che Sandra gli preferisce il rivale Nencio, ed esprime infine intenzioni di suicidio.
Il Lamento del Baldovini, va considerato sullo sfondo di una cultura accademica. E anche se è distante dalla gustosa vivacità dei suoi modelli, non presentando verità di rappresentazione psicologica o notazioni paesaggistiche, si distinse per l'ingegno tecnico, la ricerca colorata dei modi di dire e di termini contadineschi.
Il Baldovini compose anche numerosi sonetti, una elegia latina, a ottave in versi sdruccioli di argomento autobiografico e ad altre opere in dialetto rusticale (Il rettore di Campi e Maso da Lecore), 
oltre che alcune opere drammatiche, come una commedia in tre atti, dal titolo Chi la sorte ha nemica, usi l'ingegno, e di cinque brevi atti unici, che l'autore designa di volta in volta con il nome di "prologhi" o di "scherzi" e che piuttosto si vorrebbero accostare alle cinquecentesche "farse" del Berni: lo Scherzo familiare drammatico (1670, rappresentato in casa del conte Pandolfini), Pellegrino e contadino e Il mugnaio di Sezzate (nella villa dei signori Fedini a Sezzate), la Canzone per maggio e Un pazzo e due vagabondi. Rispetto al Lamento queste opere si caratterizzarono per un più fine ingegno negli approfondimenti psicologici e una certa brillantezza nel descrivere scene e personaggi.

## Opere
- Scherzo familiare drammatico, 1670;
- Lamento di Cecco da Varlungo, 1694;
- Chi la sorte ha nemica, usi l'ingegno, 1763;
- Maso da Lecore, che mena a casa la sposa, in Poesie di eccellenti autori toscani, 1823;
- Rime, 1883:
  - Il rettore di Campi;
  - Che la bontà e la grandezza umane son indistinte dopo la morte;
  - Scherzo familiare drammatico;
- Il mugnaio di Sezzate, 1899.
- Poemetti contadineschi, 1914.